# Myrmoborus
Myrmoborus es un género de aves paseriformes perteneciente a la familia Thamnophilidae que agrupa a cuatro especies propias de la cuenca amazónica, donde se distribuyen desde el centro de Colombia hacia el este hasta las Guayanas y norte de Brasil, hacia el sur hasta el sureste de Perú, noroeste de Bolivia y centro sur de la Amazonia brasileña. A sus miembros se les conoce por el nombre común de hormigueros.

## Etimología
El nombre genérico masculino «Myrmoborus» se compone de las palabras del griego «murmos»: hormiga y «borus»: devorar, significando «devorador de hormigas».

## Características
Las aves de este género son hormigueros bastante regordetes, de colas cortas, midiendo entre 12,5 y 13,5 cm de longitud. De plumaje bastante atractivo, principalmente las hembras en tonos de pardo a canela y blanco, algunas con máscaras faciales negras, y los machos en tonos de negro azulado a gris claro. Habitan en el sotobosque y en los bordes de selvas húmedas amazónicas.

## Lista de especies
Según las clasificaciones del Congreso Ornitológico Internacional (IOC) y Clements Checklist/eBird v.2018, el género agrupa a las siguientes especies con el respectivo nombre popular de acuerdo con la Sociedad Española de Ornitología (SEO):
| Imagen | Nombre científico      | Autor                         | Nombre común          | EC (*) |
| ------ | ---------------------- | ----------------------------- | --------------------- | ------ |
|        | Myrmoborus leucophrys  | (Tschudi, 1844)               | hormiguero cejiblanco | LC     |
|        | Myrmoborus lugubris    | (Cabanis, 1847)               | hormiguero lúgubre    | VU     |
|        | Myrmoborus myotherinus | (Spix, 1825)                  | hormiguero carinegro  | LC     |
|        | Myrmoborus melanurus   | (P.L. Sclater & Salvin, 1866) | hormiguero colinegro  | VU     |
|        | Myrmoborus lophotes    | (Hellmayr & Seilern), 1914    | hormiguero crestado   | LC     |

(*) Estado de conservación

## Taxonomía
Estudios taxonómicos recientes indicaron claramente que la especie Percnostola lophotes pertenecía al presente género. En el estudio de Isler et al 2013, cuyo objetivo era analizar la monofilia del género Myrmeciza, que incorporó al estudio las especies relacionadas de los géneros Percnostola y Myrmoborus, los resultados de los análisis genético-moleculares sorprendieron al demostrar con muy buen soporte que P. lophotes estaba incluida en un subclado compuesto por las especies de Myrmoborus y que era hermana de M. melanurus. La filogenia fue confirmada por las características morfológicas y comportamentales. La Propuesta N° 744 al Comité de Clasificación de Sudamérica (SACC), transfiriendo esta especie para Myrmoborus fue aprobada.